# Boo Ellis
Alexander "Boo" Ellis (Hamilton, Ohio, 11 de febrero de 1936-Indianapolis, Indiana, 6 de mayo de 2010) fue un jugador de baloncesto estadounidense que disputó dos temporadas en la NBA y seis más en la EPBL. Con 1,96 metros de estatura, jugaba en la posición de alero.

## Trayectoria deportiva

### Universidad
Jugó durante tres temporadas con los Purple Eagles de la Universidad de Niágara, en las que promedió 20,7 puntos y 19,2 rebotes por partido. Al término de su carrera acabó en segunda posición entre los mejores anotadores de todos los tiempos de la universidad, con 1.656 puntos, manteniendo hoy en día la octava posición. Posee las tres mejores marcas de rebotes por temporada, con 20,1, 19,5 y 17,9 rebotes respectivamente en cada uno de sus tres años. En 1958 fue además líder en rebotes de toda la División I de la NCAA.

### Profesional
Fue elegido en la decimoséptima posición del Draft de la NBA de 1958 por Minneapolis Lakers, donde en su primera temporada promedió 5,9 puntos y 5,3 rebotes por partido.
Tras jugar una temporada más en los Lakers, en 1960 ficha por los Wilkes-Barre Barons, donde en su primera temporada es elegido mejor jugador del campeonato. Jugó durante 6 años en la competición, ganando dos títulos de campeón, en 1963 con los Allentown Jets y en 1966 con los Wilmington Blue Bombers. Tras dejar la liga, jugó tres temporadas en un equipo itinerante de exhibición, los Marcus Haynes Fabulous Magicians.

## Estadísticas de su carrera en la NBA

### Temporada regular
| Temporada | Edad | Equipo             | Liga | P   | TIT | MIN  | TC  | TCA | %TC  | 3P | 3PA | %3P | TL  | TLA | %TL  | R.OF. | R.DEF. | REB | ASIS | ROB | TAP | PER | FP  | PTS |
| 1958-59   | 22   | Minneapolis Lakers | NBA  | 72  |     | 16.7 | 2.3 | 5.3 | .430 |    |     |     | 1.4 | 2.0 | .708 |       |        | 5.3 | 0.8  |     |     |     | 1.9 | 5.9 |
| 1959-60   | 23   | Minneapolis Lakers | NBA  | 46  |     | 14.6 | 1.4 | 4.0 | .346 |    |     |     | 1.1 | 1.7 | .671 |       |        | 5.1 | 0.6  |     |     |     | 1.4 | 3.9 |
| Total     |      |                    | NBA  | 118 |     | 15.9 | 1.9 | 4.8 | .402 |    |     |     | 1.3 | 1.9 | .695 |       |        | 5.2 | 0.7  |     |     |     | 1.7 | 5.1 |

### Playoffs
| Temporada | Edad | Equipo             | Liga | P  | MIN | TCA | TC | 3PA | 3P | TLA | TL | R.OF. | REB | ASIS | ROB | TAP | PER | FP | PTS | %TC  | %3P | %FT  | MIN  | PTS | REB | AST |
| 1958-59   | 22   | Minneapolis Lakers | NBA  | 13 | 255 | 35  | 80 |     |    | 18  | 31 |       | 93  | 16   |     |     |     | 34 | 88  | .438 |     | .581 | 19.6 | 6.8 | 7.2 | 1.2 |
| 1959-60   | 23   | Minneapolis Lakers | NBA  | 3  | 36  | 2   | 10 |     |    | 4   | 8  |       | 12  | 2    |     |     |     | 3  | 8   | .200 |     | .500 | 12.0 | 2.7 | 4.0 | 0.7 |
| Total     |      |                    | NBA  | 16 | 291 | 37  | 90 |     |    | 22  | 39 |       | 105 | 18   |     |     |     | 37 | 96  | .411 |     | .564 | 18.2 | 6.0 | 6.6 | 1.1 |